# Batalha de Inabe
A batalha de Inabe, de Ardal Hatim ou da Fonte de Murato (Fons Muratus), foi um confronto entre o exército sírio de Noradine e as forças cruzadas do Principado de Antioquia. Ocorrida a 29 de junho de 1149, nela os cristãos e os seus aliados da Ordem dos Assassinos foram completamente derrotados, e o príncipe Raimundo de Poitiers perdeu a vida.

## Antecedentes
Após a morte do atabegue Zengui em 1146, o seu filho Noradine assumira o controlo de Alepo. Depois de atacar o Principado de Antioquia, ajudou na defesa de Damasco durante a Segunda Cruzada de 1147, proclamada em reacção da conquista da capital do Condado de Edessa por Zengui em 1144. Em Junho de 1149, Noradine invadiu Antioquia e cercou a fortaleza de Inabe com a ajuda de Muiadine Unur de Damasco e forças turcomenas, em um total de 6 000 soldados, principalmente de cavalaria.

## Batalha
Depois de reunir todas as suas forças disponíveis, Raimundo de Poitiers aliou-se a Ali ibne Uafa, líder da Ordem dos Assassinos e inimigo de Noradine, para auxiliar a cidade. Com a aproximação deste exército, Noradine levantou o cerco e retirou mas, em vez de ficarem próximos à fortaleza, Raimundo e ibne Uafa acamparam em terreno aberto. Quando os seus batedores o informaram que o inimigo não só acampara em um local exposto como não tinha recebido reforços adicionais, Noradine cercou-os durante a noite.
Raimundo e ibne Uafa morreram na batalha de 29 de junho, e o seu exército foi destruído. Raimundo foi decapitado por Xircu, tio de Saladino, a sua cabeça foi colocada em uma caixa de prata e enviada ao califa de Bagdá como presente. Com os territórios de Antioquia desprotegidos, Noradine cavalgou até ao Mediterrâneo, onde se banhou em um gesto simbólico de afirmação do seu poder.

## Consequências

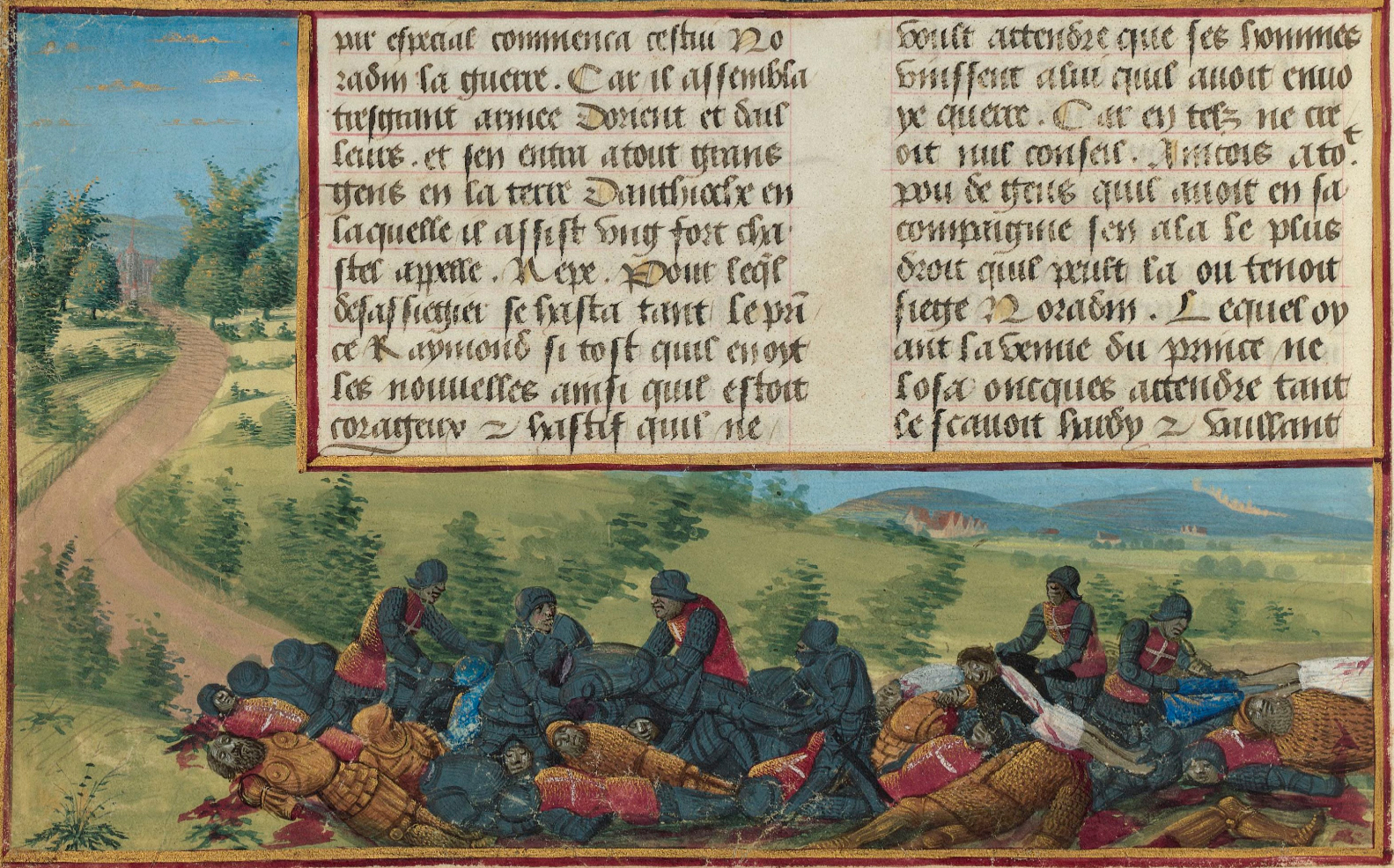
Recuperação do corpo de Raimundo de Poitiers

A derrota dos cruzados em Inabe foi classificada como «tão desastrosa como a de do Campo de Sangue» da geração anterior. Noradine aproveitaria para tomar os castelos de Afamia e Harim, que seria recuperado pelos latinos em 1157 e perdido definitivamente em 1164. O atabegue zênguida ainda cercaria a capital Antioquia, mas a princesa viúva Constança e o patriarca Aimério de Limoges conseguiram liderar uma defesa bem sucedida da cidade até à chegada do exército de Balduíno III de Jerusalém.
Com este feito, Noradine tornou-se em um herói do mundo islâmico. Pregando a jiade e a destruição dos estados cruzados, conseguiria reunificar os muçulmanos do Levante: depois de construir escolas religiosas e mesquitas em Alepo, expulsou dos seus territórios os grupos que considerava heréticos, particularmente os xiitas; a sua conquista das restantes praças do Condado de Edessa e a tomada de poder na até então cidade-estado independente de Damasco em 1154 marcaria o enfraquecimento do poder cruzado na região e acabaria por levar à conquista de Jerusalém por Saladino em 1187.